# Enotepteron flavum
Enotepteron flavum is een slakkensoort uit de familie van de Gastropteridae. De wetenschappelijke naam van de soort is voor het eerst geldig gepubliceerd in 1967 door Minichev.